# Clytus gulekanus
Clytus gulekanus là một loài bọ cánh cứng trong họ Cerambycidae.